# Skälby gård, Botkyrka kommun

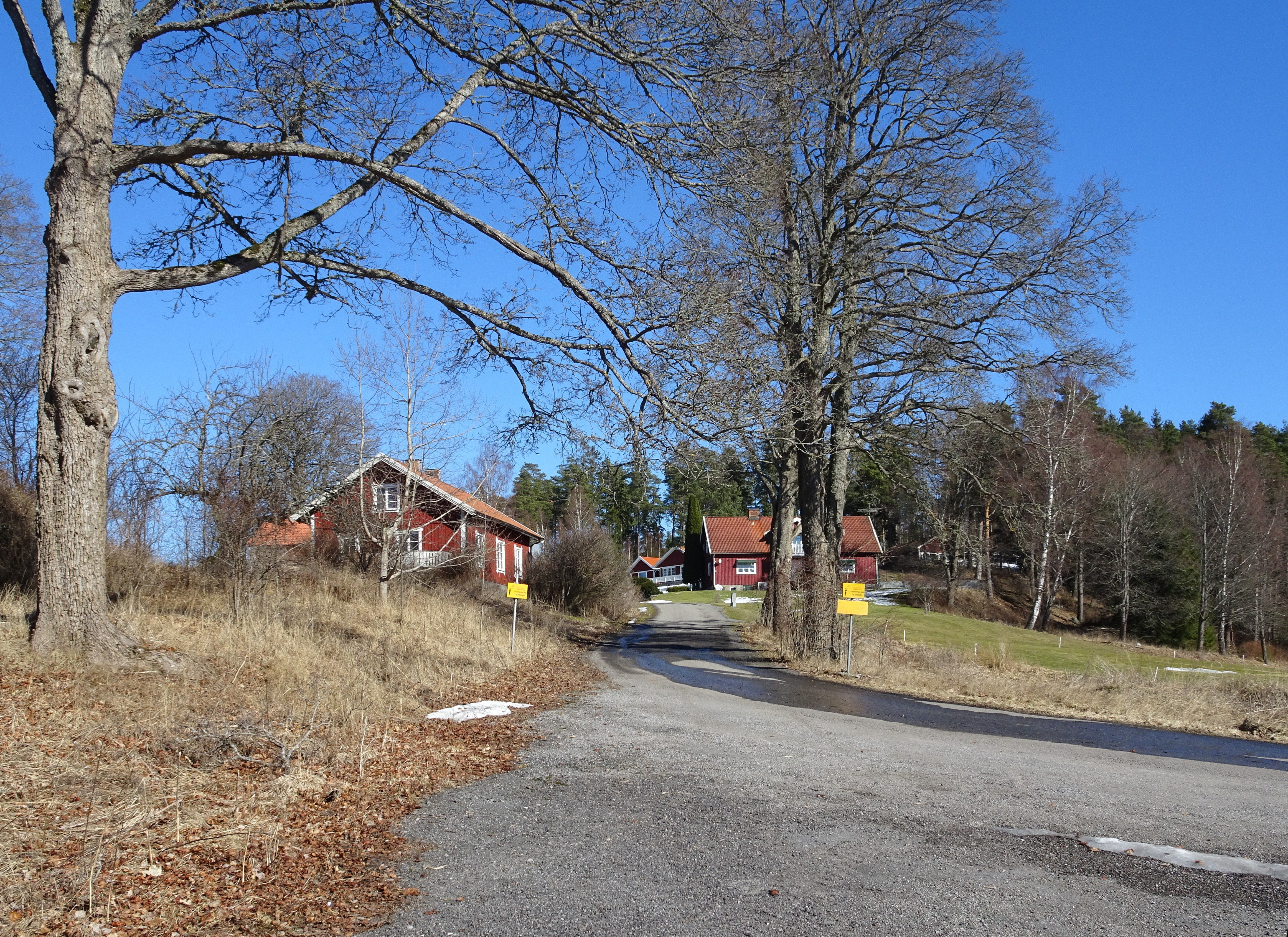
Skälby och den gamla häradsvägen i mars 2018.

Skälby var en herrgård och ett säteri i Grödinge socken, nuvarande Botkyrka kommun. Av den historiska bebyggelsen återstår idag några ekonomibyggnader och en stuga från 1800-talets slut och 1900-talets början. På Skälbys tidigare åkermark ligger sedan år 2000 Grödinge Golfcenters golfbanor.

## Forntid

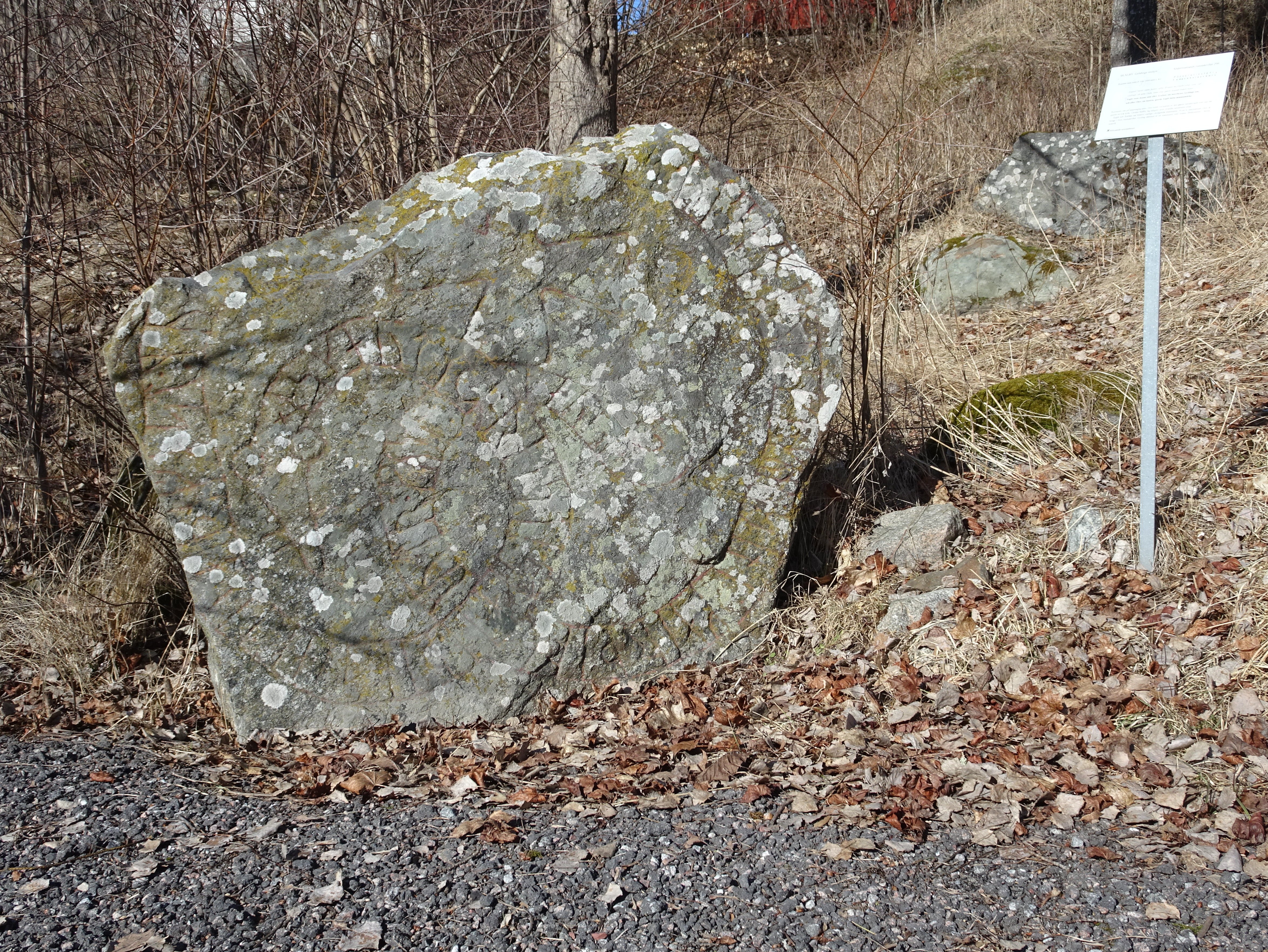
Skälbystenen.

Trakten kring Skälby och intilliggande Lövstalund bär talrika spår efter mänsklig bosättning sedan järnåldern. Norr om Skälby, på nuvarande golfbanan, finns flera gravfält och boplatsområden. Strax söder om Skälbys kvarvarande bebyggelse står Skälbystenen från vikingatiden och antecknad redan år 1686. Bredvid den stod även en sedan länge försvunnen runsten som kopplas till Ingvarsstenarna. Platsen ligger i en dalgång med Skälbyån, som rinner ut i sjöarna Somran och Malmsjön. Under vikingatiden fanns här med all säkerhet ett bredare vattendrag med en bro.
Skälby gamla tomt återfinns tillsammans med ett gravfält på den så kallade Fårbacken drygt 500 meter väster om dagens bebyggelse. Här ligger flera terrasseringar, husgrunder och spisrösen inom ett område av cirka 100 meter i diameter. Enligt en lantmäterikarta från 1698 skall Skälby ha funnits på platsen.

## Historik
År 1513 omtalas en jøns i skælby. Egendomen donerades på 1500-talet till den adliga släkten Patkull från Svenska Livland och blev utbytt från Gustav Vasas reduktion av G. Sparre. 1686 tillhörde gården släkten Lovisin. Från och med 1772 var Skälby, som då även kallades Lövstalund, en arrendegård under närbelägna Malmsjö gård och omfattade 1 mantal frälsesäteri.
Förbi Skälby gick den gamla häradsvägen mellan Södertälje och Tumba (dagens länsväg 225 som numera har en rakare sträckning). Inte långt därifrån märks en äldre stenvalvsbro där gamla häradsvägen ledde över Skälbyån som har sitt namn efter Skälby herrgård. Nuvarande Lövstalund avstyckades 1905 från Skälby och Malmsjö och blev en egen fastighet. En av Skälbys gamla ekonomibyggnader tillhör sedan dess Lövstalund.
| Skälby eller Lövstalund 1636 och på Häradsekonomiska kartan 1905. |  | Skälby eller Lövstalund 1636 och på Häradsekonomiska kartan 1905. |
| Skälby eller Lövstalund 1636 och på Häradsekonomiska kartan 1905. |  |                                                                   |

## Golfbana
Omkring år 1998 ändrades inriktningen för lantbruket i Skälby, som nu skulle bli en golfbana på gårdens åkermark och en mindre träningsyta för nybildade Grödinge Golfcenter (GGC) anlades. Anläggningen byggdes ut undan för undan och år 2004 fanns 33 spelbara hål fördelade på en 18-hålsbana, en 9-hålsbana och en 6-hålsbana.

## Bilder

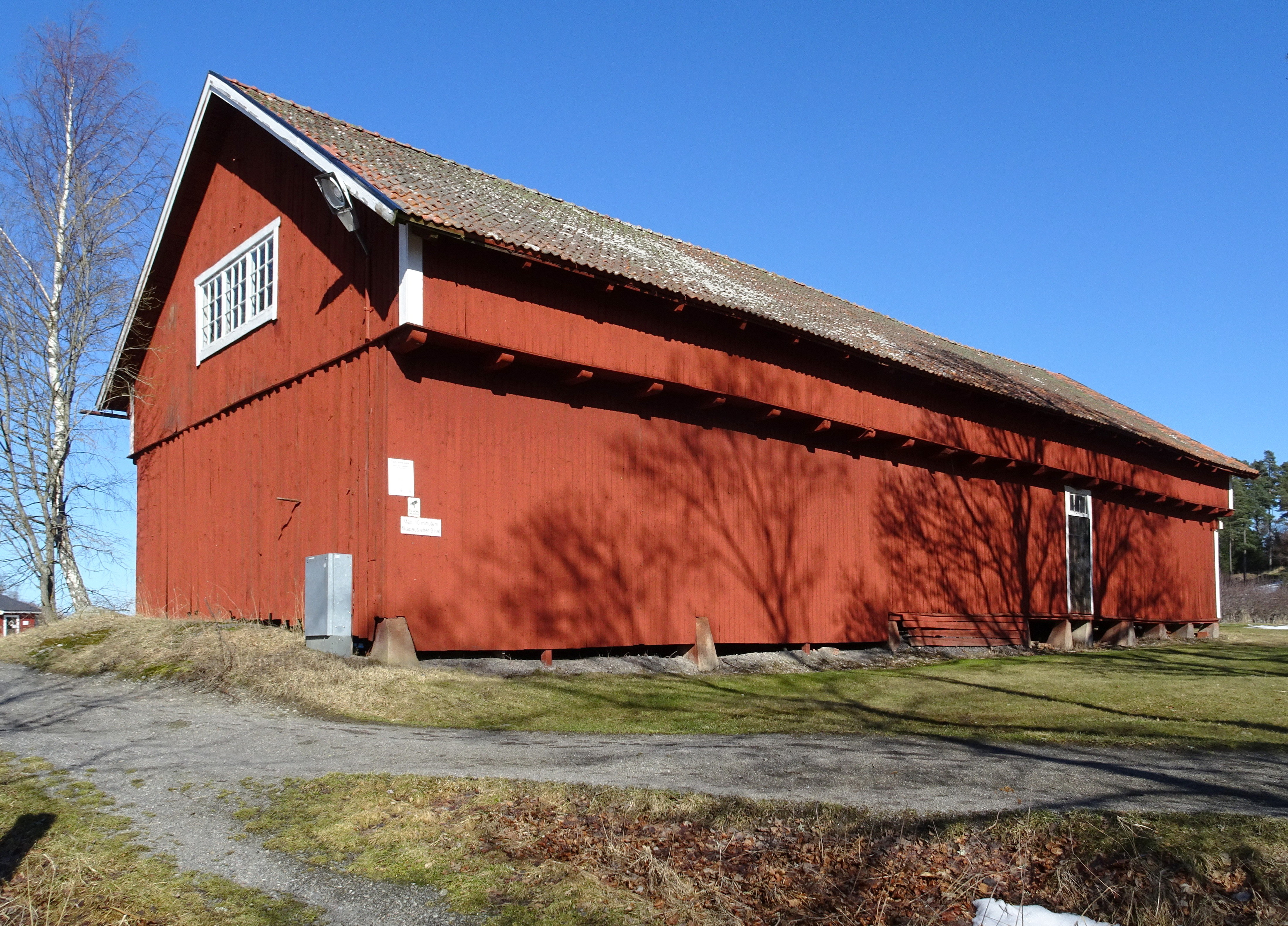
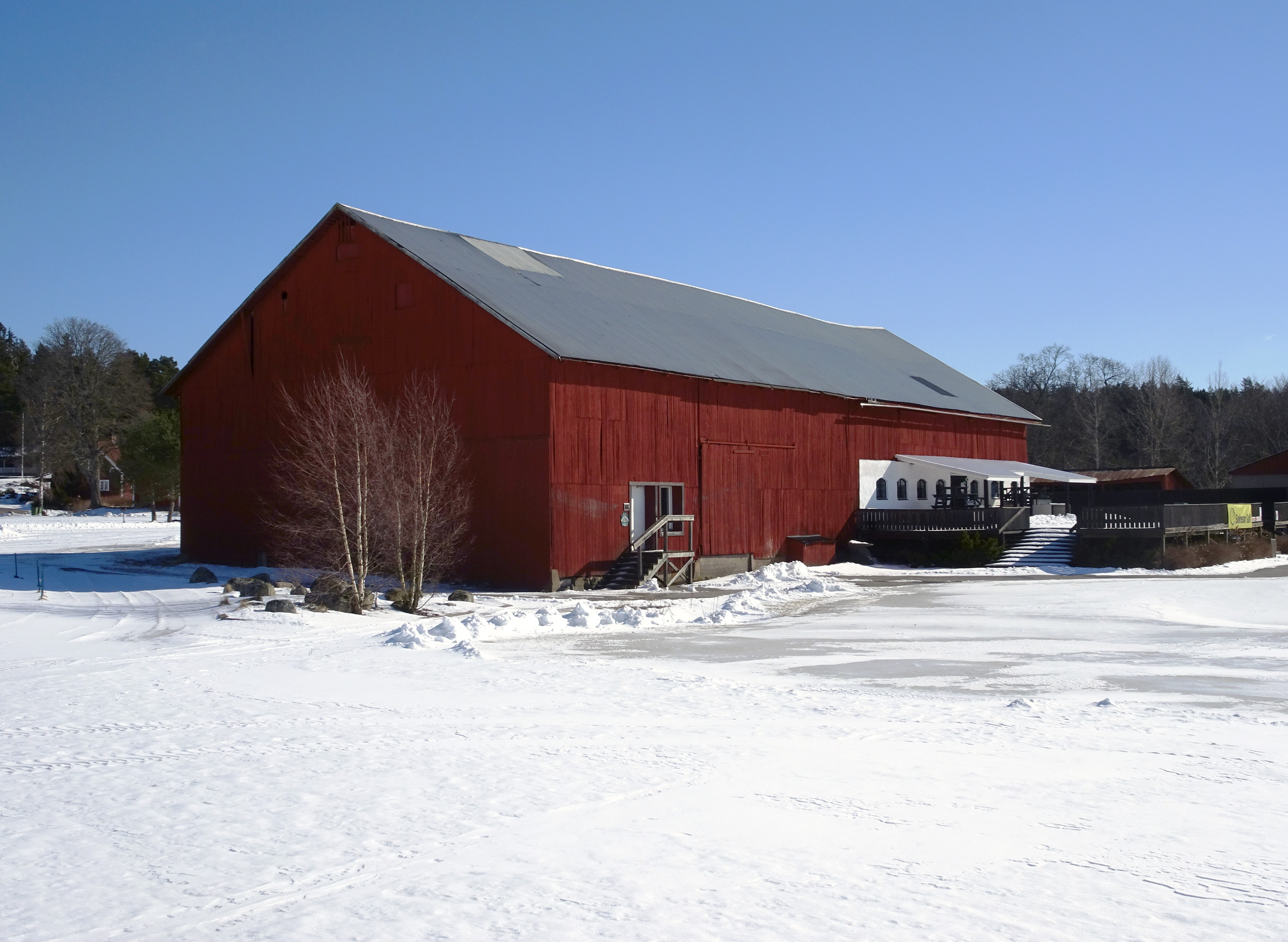
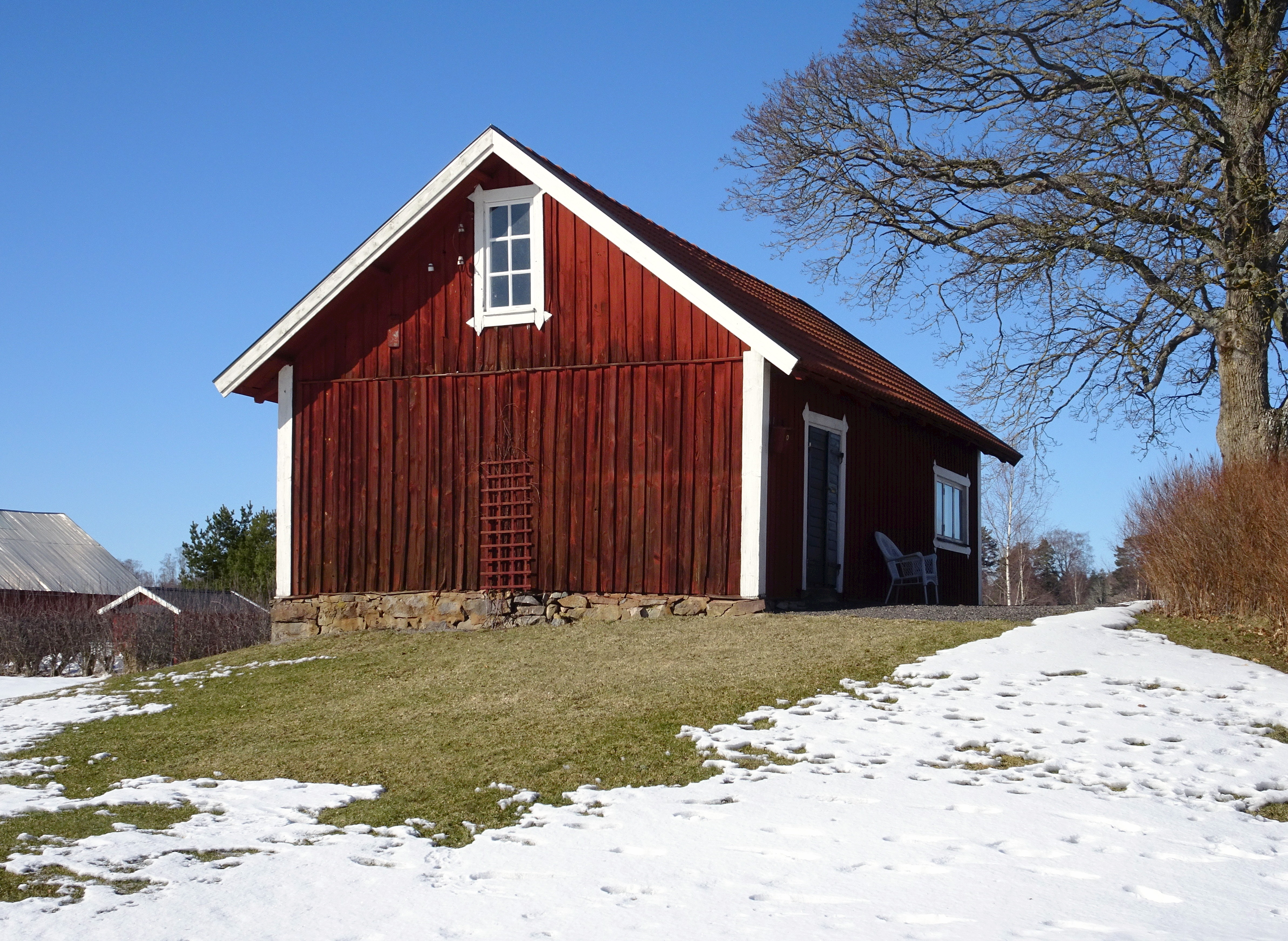
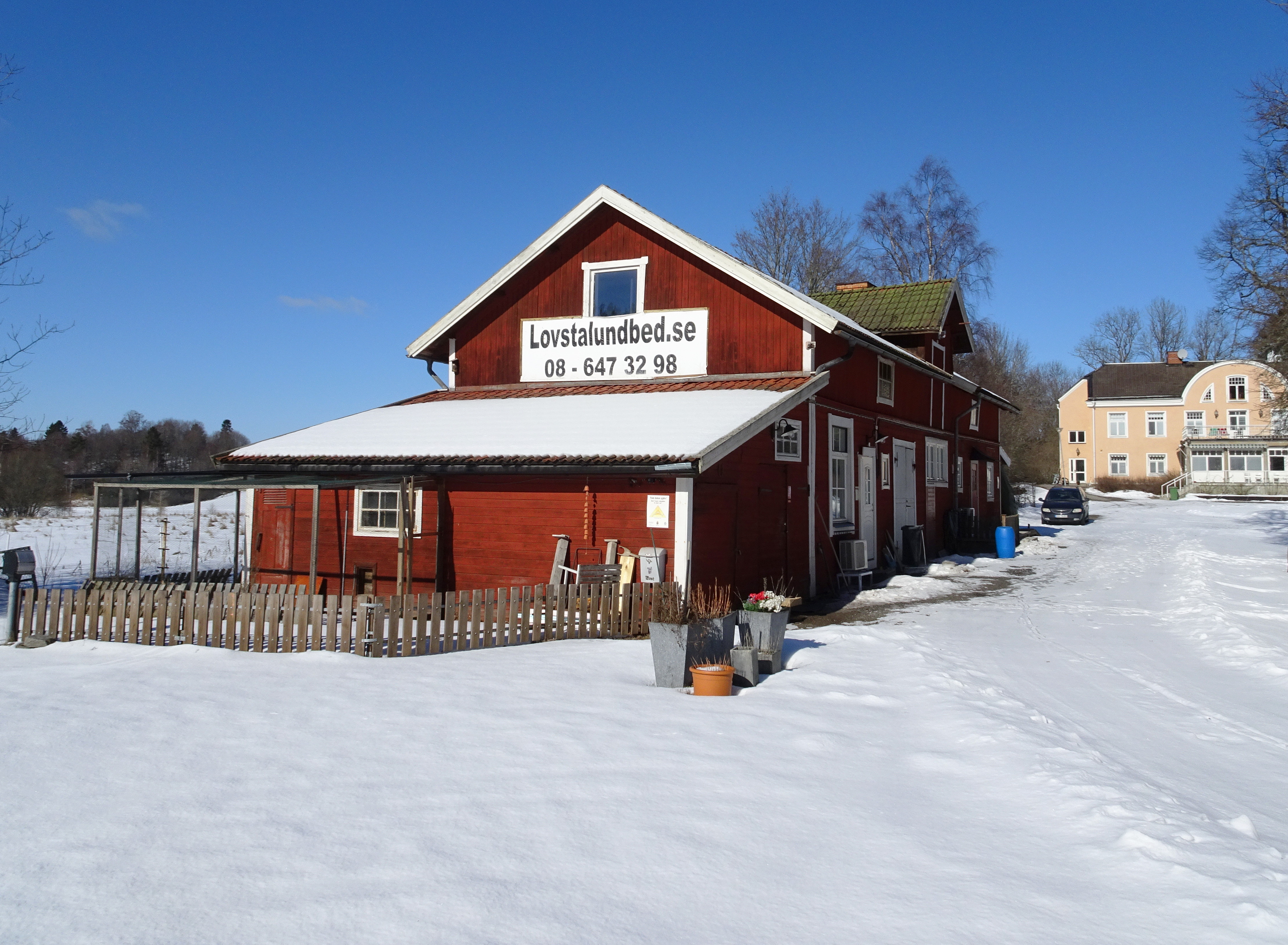